# Hemşin
Hemşin (em armênio/arménio: Համշէն, transl.: Hamshen ou Համամաշէն; Hamamashen; literalmente: aldeola de Hamã), também conhecida como Tambur, é uma vila e distrito do nordeste da Turquia, situada na região (bölge) do Mar Negro (Karadeniz Bölgesi), a 57 km da cidade de Rize. O distrito tem  120 km² de superfície e 4 435 habitantes. Situa-se numa região de montes verdejantes, a cerca de 20 km da costa do Mar Negro.
Hemşin é a terra ancestral dos hemichis (em turco: hemşinli; naturais de Hemşin), um grupo étnico de origem arménia que se estabeleceu na região há vários séculos.